# Російська республіка
Росі́йська респу́бліка (рос. Российская республика, Россійская республика) — російська держава, що існувала на території, підконтрольній Тимчасовому уряду у межах колишньої Російської імперії у період від Лютневої революції 23 лютого (8 березня) 1917 року до більшовицького перевороту 25 жовтня (7 листопада) 1917 року.
Російську республіку проголошено постановою Тимчасового уряду від 1 (14) вересня 1917 року для вирішення питання про державний устрій Установчими зборами, для якого воно обиралося. Під назвою «Російська Демократична Федеративна Республіка» проголошена Всеросійським Установчими Зборами 6 (19) січня 1918, однак Постанова Зборів була скасована РНК, але визнавалася самарським Комучем.
Після повалення Тимчасового уряду Росії назва «Російська Республіка» спочатку використовувалося як офіційне найменування радянською владою, поки вони не ввели нове найменування створеної ними республіки — РРФСР. Білий рух, що виступав проти більшовиків у громадянській війні, своєю чергою декларував принцип «нєпрєдрєшенія» і, починаючи з Уфимської державної наради, офіційно використовував найменування Російська держава.

## Державний лад

### Під час Тимчасового уряду
Державна структура Російської республіки при Тимчасовому уряді складалася з тимчасових органів державної влади.
- Тимчасовий уряд був вищим органом виконавчої та законодавчої влади. Очолювався Міністром-Головою і був покликаний керувати країною до скликання Установчих зборів. Міністри-голови — князь Георгій Львов (з 14 березня по 6 серпня 1917 р.); Олександр Керенський (з 6 серпня 1917). Тимчасовий Уряд втратив владу в результаті Жовтневого перевороту 1917 року;
- Тимчасова рада Російської Республіки — тимчасовий парламент (Предпарламент), спочатку мав бути законодавчим органом до скликання Установчих зборів, але пізніше став лише дорадчим органом при Тимчасовому уряді. Голова — М. Д. Авксентьєв. Був розпущений Радою народних комісарів.

Крім того, Тимчасовим урядом було утворено ряд комісій, в яких розроблялися проєкти майбутнього державного устрою Росії, в тому числі нових основних законів (конституції). Діяли і практично всі установи Російської імперії, зокрема Правлячий сенат, розпущений пізніше більшовиками за Декретом про суд № 1.

### Державний устрій за проєктом Конституції РДФР[1]
За проєктом Конституції, заснованому на постанові «Про державний устрій Росії», який розробила Особлива комісія при Тимчасовому уряді, Росія оголошувалася федеративною республікою на чолі з президентом, що обирається парламентом на 1 рік.

#### Цивільні права й обов'язки
Виборче право надавалося всім громадянам республіки, які досягли 20 років. Однак вказувалося, що перераховані позитивні права громадян «не мають практичного вирішення». Зберігалися багато цивільних обов'язків Російської імперії, в тому числі військових, податкових та інших.

#### Парламент
Відповідно до проєкту Конституції, законодавчу владу в Росії повинен був здійснювати двопалатний парламент. Депутати верхньої палати — Державної ради повинні були обиратися обласними парламентами — сеймами. Вибори в нижню палату — Державну думу мали проходити на основі загального виборчого права. У число повноважень парламенту, крім власне законодавчої влади входило також обрання президента Росії більшістю голосів в обох палатах.

#### Президент
Главою держави в республіці оголошувався президент. Він обирався парламентом на 1 рік. Повноваження президента були досить широкими, зокрема, у відання президента входило:
- призначення і звільнення чиновників (аж до міністрів);
- Керівництво армією і визначення зовнішньої політики Росії;
- Право законодавчої ініціативи: законопроєкти вносяться в парламент (а до його обрання — до Всеросійських установчих зборів) від імені президента;
- Нагляд за виконанням законів, здійснення функцій глави уряду;
- Визначення пристрою, склад і порядку функціонування урядових установ, за винятком судових;
- Вирішення всіх справ управління.

Таким чином, президент передбачався, як виборна (парламентом) заміна імператора.

## Адміністративний устрій
Планувалося зробити республіку федерацією рівноправних народів.
- Україна (1917—1918)
- Фінляндія
- Латвія
- Естонія
- Республіка Горців Кавказу
- Білорусь (де-факто)
- Польща (де-юре, була під німецько-австрійською окупацією)
- Туркестанська автономія
- Алашська автономія
- Башкортостан
- Молдова
- Крим

## Історія
Офіційно проголошена 1 (14) вересня 1917 року.
Керована Тимчасовим урядом, який проголосив своєю метою після зречення царя проведення Установчих зборів для подальшого формування країни правовим шляхом, тобто на яких мала остаточно вирішитися доля колишньої імперії та розглянута нова Конституція країни.
У жовтні (листопаді — за новим стилем) більшовики, БУНД, ліві есери та інші терористичні та екстремістські утворення здійснили державний переворот і проголосили війну на знищення Російської Республіки та утворення своєї Російської Радянської Республіки, яка червні 1918 року, після прийняття П'ятим Всеросійським з'їздом рад Конституції РСФРР стала Російською Соціалістичною Федеративною Радянською Республікою.

## Галерея

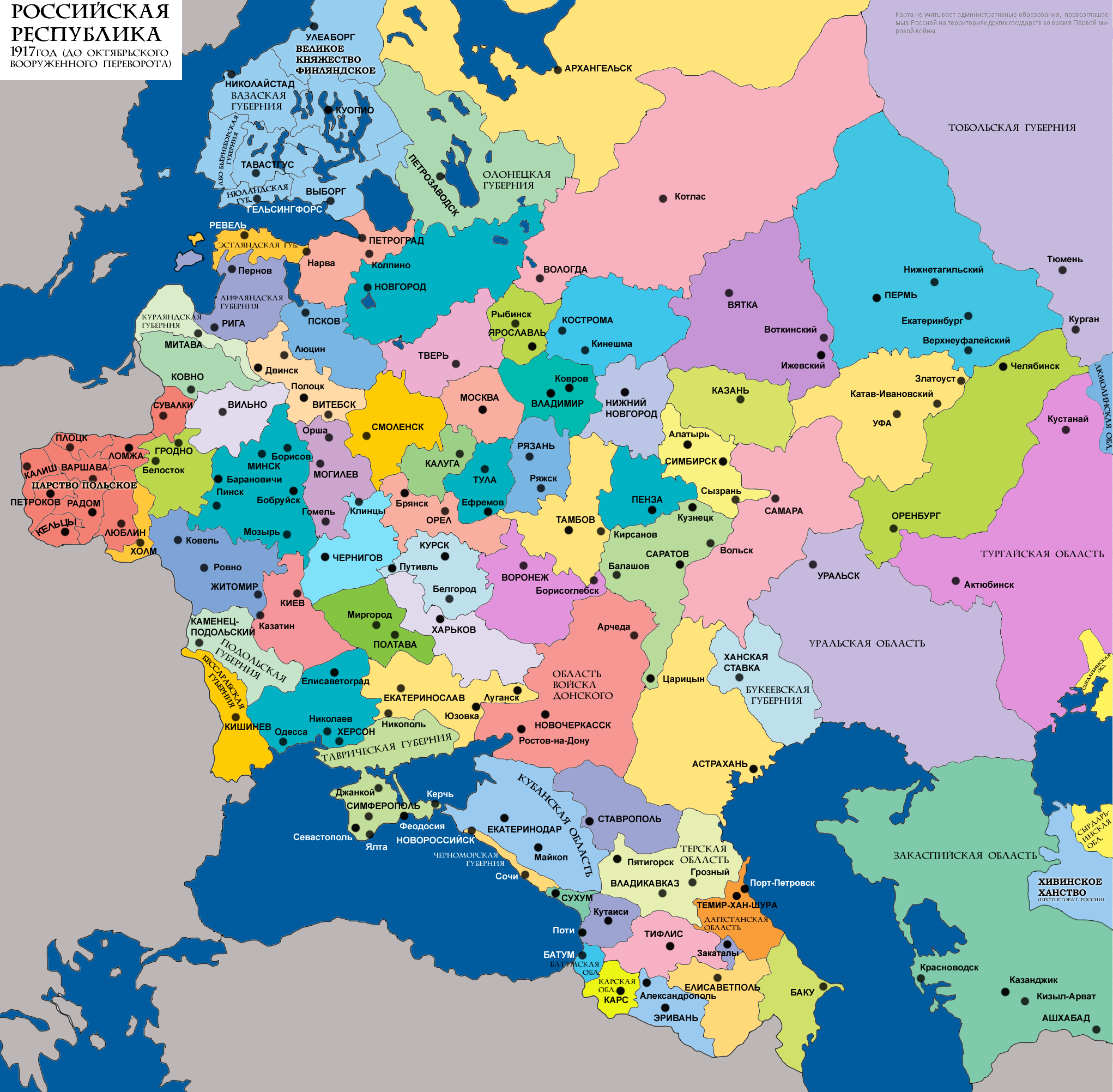
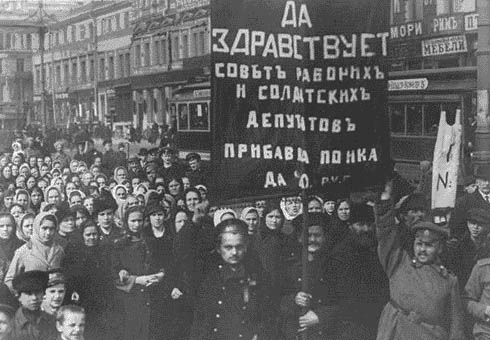
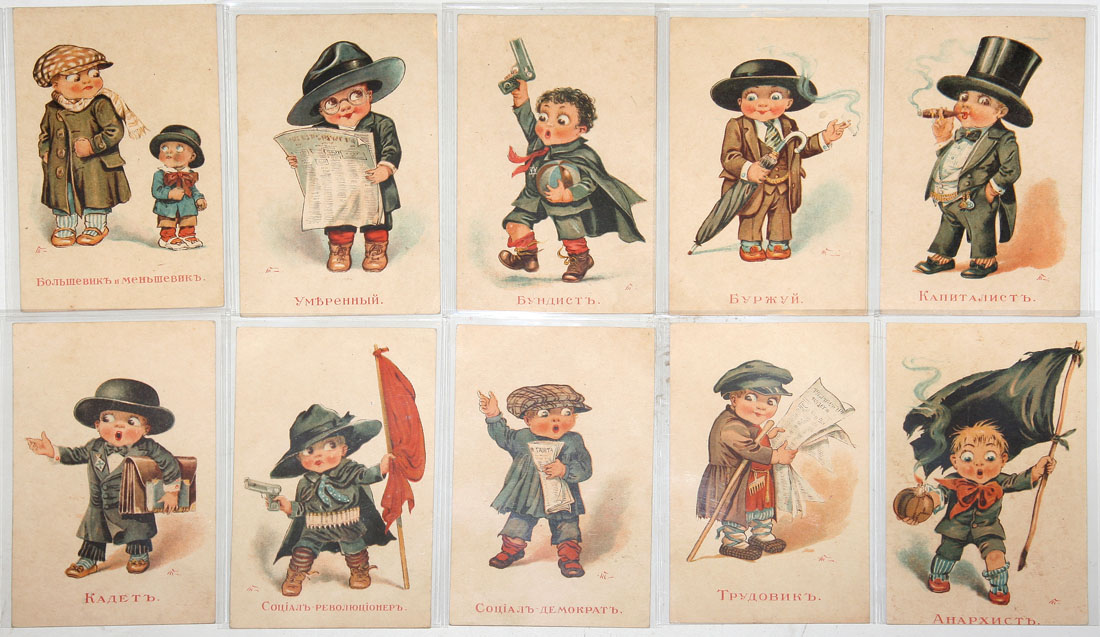
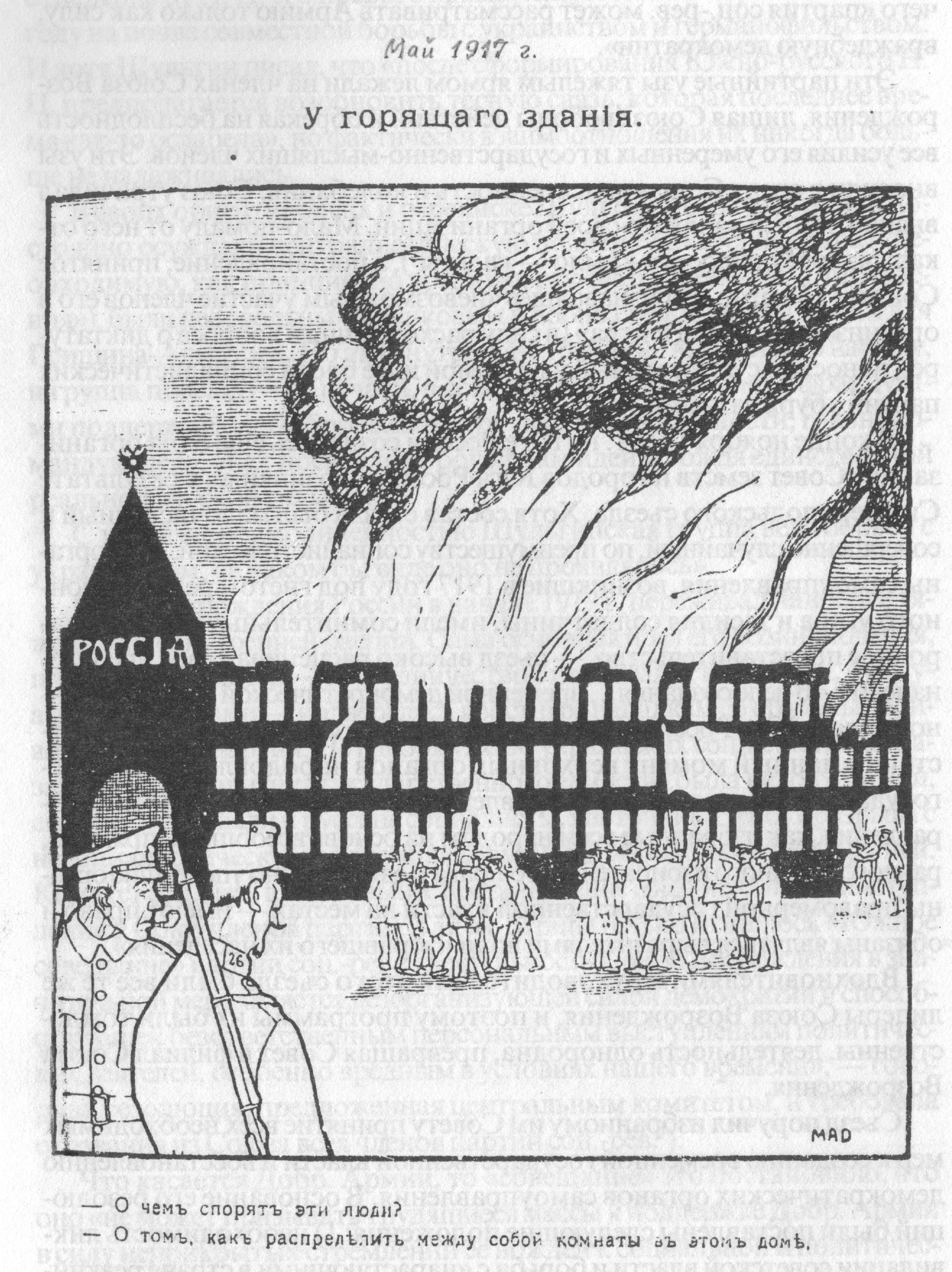
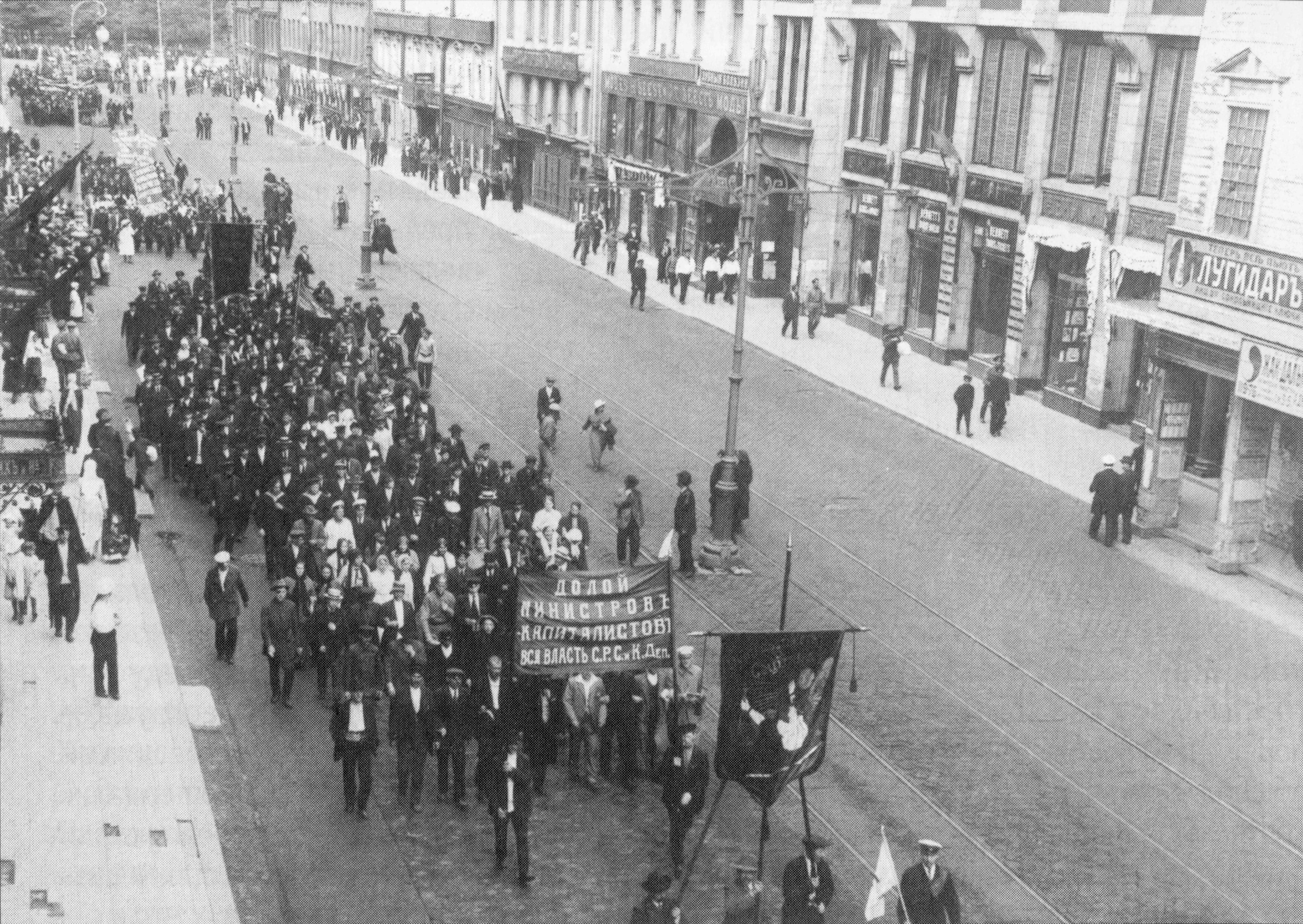
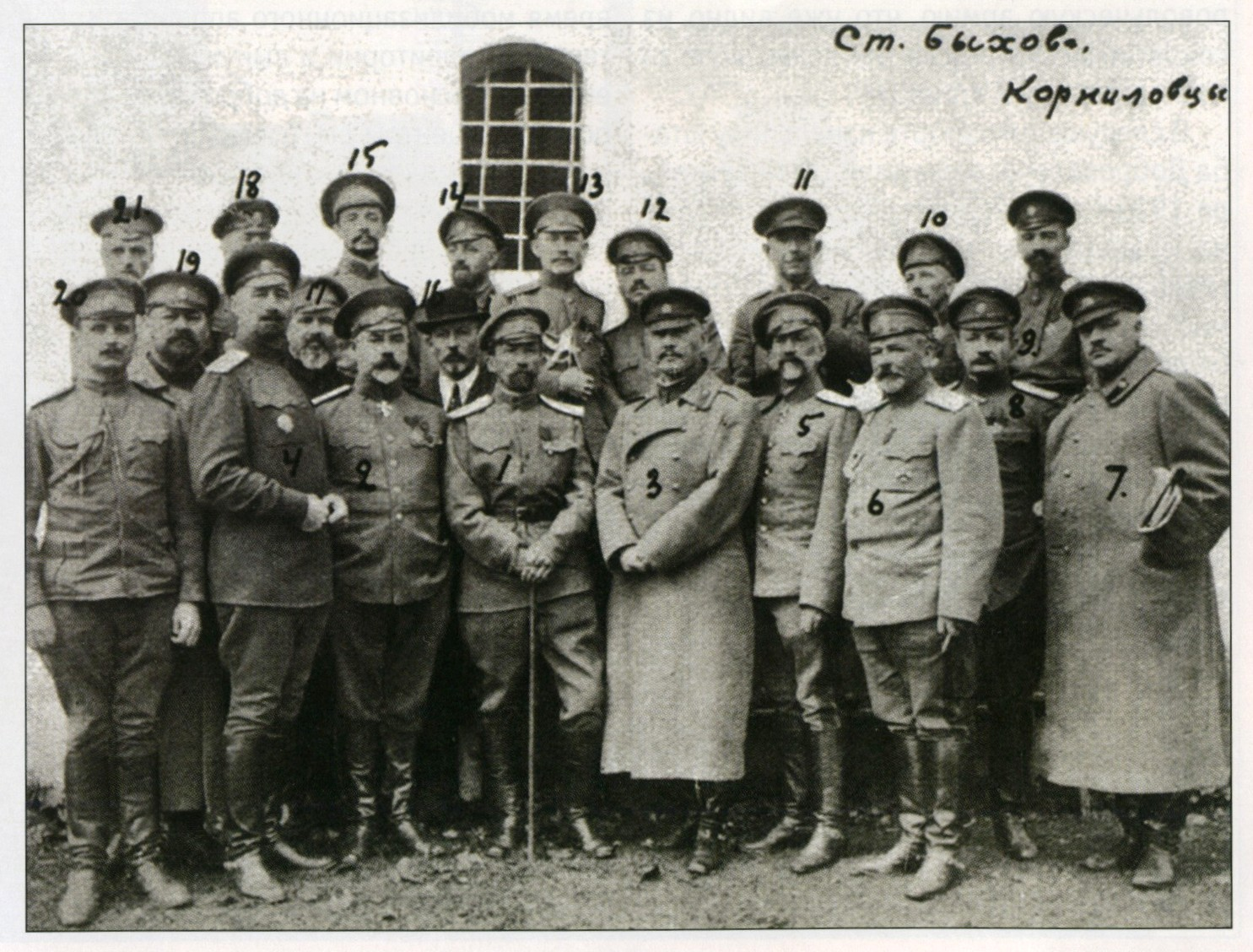

## Нотатки
1. ↑  дореформена рос.:Россійская Республика
2. ↑  дореформена рос.: Россійская Демократическая Федеративная Республика